# Эвертс, Стефан
Сте́фан Э́вертс (нидерл. Stefan Everts) — бельгийский мотогонщик, самый титулованный спортсмен в истории мирового мотокросса.

## Биография
Сын Харри Эвертса, четырёхкратного чемпиона мира по мотокроссу. Впервые сел на кроссовый мотоцикл в возрасте 4 лет. Дебютировав на чемпионате мира в классе 125 см³ в 17 лет, Эвертс уже спустя два года завоевал свой первый чемпионский титул. С тех пор он выступал во всех классах мирового мотокросса и везде добивался успеха, завоевав в итоге рекордное на сегодня количество титулов (10) и побед на этапах мотокроссовых Гран-При (101).
Пятикратный победитель командного чемпионата мира — Мотокросса Наций (1995, 1997, 1998, 2003, 2004).
После завершения спортивной карьеры (в возрасте 34 лет) Эвертс стал руководителем заводской команды KTM. В 2015 году возглавил спортивную команду Suzuki.
Проживает в Монако вместе с семьёй — женой Келли и сыном. Сын Лиам тоже пытается пойти по семейным стопам и с 2017 года является членом молодёжной программы Suzuki.

## Рекорды и достижения
- 10-кратный чемпион мира
- 101 победа на этапах Гран-При
- 14 из 15 гонок Гран-При выиграно в сезоне 2006
- Второй гонщик после соотечественника Эрика Гебурса, ставший так называемым «мистером 875 см3» (чемпионом мира в классах 125/250/500см3)
- В 2003 году на этапе во Франции выиграл 3 Гран-При в разных классах (125 см3, MXGP and 650 см3) в один и тот же день
- Единственный мотогонщик, побеждавший за все четыре марки японских производителей мотоциклов (Suzuki, Kawasaki, Honda и Yamaha)
- 5-кратный обладатель звания «Спортсмен года» в Бельгии (2001—2004 и 2006. Больше таких званий только у легендарного велогонщика Эдди Меркса)

## Карьера
- 1990: (125см3) чемпион Бельгии (Suzuki)
- 1991: (125см3) Чемпион мира, 5 побед; чемпион Бельгии; Самый юный чемпион мира (Suzuki)
- 1993: (250см3) чемпион Бельгии (Suzuki)
- 1995: (125см3) Чемпион мира, 5 побед; (250см3) Чемпион мира, 5 побед, (Kawasaki)
- 1996: (250см3) Чемпион мира, 5 побед, (Honda)
- 1997: (250см3) Чемпион мира, 9 побед; Победа в «Мотокроссе Наций» ()
- 1998: (250см3) чемпион Бельгии; Победа в «Мотокроссе Наций» (Honda)
- 1997: (500см3) Чемпион мира, 7 побед; Первый мотогонщик побеждавший за все четыре марки японских производителей (Yamaha)
- 2002: (500см3) Чемпион мира, 4 победы (Yamaha)
- 2003: (MXGP) Чемпион мира, 8 побед; Победа в «Мотокроссе Наций» (Yamaha)
- 2003: International Six Days Enduro Brasil overall winner (scratch)(Yamaha)[3]
- 2004: (MXGP) Чемпион мира, 7 побед; Победа в «Мотокроссе Наций» (Yamaha)
- 2005: (MX1) Чемпион мира, 8 побед; чемпион Бельгии (Yamaha)
- 2006: (MX1) Чемпион мира, 12 побед (Yamaha)